# سيلينة مفصلية
السيلينة المفصلية (باللاتينية: Silene articulata) نوع نباتي يتبع جنس السيلينة من الفصيلة القرنفلية.

## الموئل والانتشار
موطنها المغرب العربي.